# Pollex parunkudai
Pollex parunkudai là một loài bướm đêm thuộc họ Erebidae. Nó được tìm thấy ở Java.
Sải cánh dài 8–9 mm.